# Indre Romsdals prosteri

Prosterier i Møre stift. Det ljusgula området på kartan var Indre Romsdals prosteri.

Indre Romsdals prosteri (norska: Indre Romsdal prosti) var ett tidigare kontrakt (prosteri, norska: prosti) i Møre stift inom Norska kyrkan. Kontraktet omfattade kommunerna Rauma och Vestnes i Møre og Romsdal fylke i västra Norge.
Namnet syftade på att kontraktet omfattade den inre delen av landskapet Romsdal.
Den 1 januari 2025 gick Indre Romsdals prosteri upp i Molde domprosteri.

## Socknar
Indre Romsdals prosteri bestod av 11 socknar (norska: sokn eller sogn):

### Rauma kommun
- Eid og Holms socken
- Gryttens socken
- Hens socken
- Kors socken
- Volls socken
- Øverdalens socken

### Vestnes kommun
- Fiksdals socken
- Tresfjords socken
- Vestnes socken
- Vike socken
- Vågstranda socken